# Thierville
Thierville település Franciaországban, Eure megyében. Lakosainak száma 368 fő (2022. január 1.). Thierville Écaquelon, Bonneville-Aptot, Malleville-sur-le-Bec, Pont-Authou és Glos-sur-Risle községekkel határos.

## Népesség
A település népessége az elmúlt években az alábbi módon változott:
| Lakosok száma | 195  | 231  | 242  | 272  | 357  | 370  | 371  | 372  | 371  | 368  |
|               | 1968 | 1982 | 1990 | 2006 | 2013 | 2015 | 2017 | 2019 | 2020 | 2022 |